# Гарретт (Вашингтон)
Гарретт (англ. Garrett) — переписна місцевість (CDP) в США, в окрузі Валла-Валла штату Вашингтон. Населення — 1771 особа (2020).

## Географія
Гарретт розташований за координатами 46°3′48″ пн. ш. 118°23′11″ зх. д. / 46.06333° пн. ш. 118.38639° зх. д. (46.063431, -118.386306).  За даними Бюро перепису населення США в 2010 році переписна місцевість мала площу 4,96 км², уся площа — суходіл. В 2017 році площа становила 4,64 км², уся площа — суходіл.

## Демографія
Згідно з переписом 2010 року, у переписній місцевості мешкало 1419 осіб у 549 домогосподарствах у складі 430 родин. Густота населення становила 286 осіб/км².  Було 575 помешкань (116/км²).
Расовий склад населення:
| - 91,1 % — білих - 1,1 % — чорних або афроамериканців - 0,8 % — азіатів - 0,5 % — корінних американців - 0,1 % — вихідців з тихоокеанських островів - 3,2 % — осіб інших рас |

До двох чи більше рас належало 3,2 %. Частка іспаномовних становила 10,2 % від усіх жителів.
За віковим діапазоном населення розподілялося таким чином: 21,9 % — особи молодші 18 років, 60,9 % — особи у віці 18—64 років, 17,2 % — особи у віці 65 років та старші. Медіана віку мешканця становила 44,2 року. На 100 осіб жіночої статі у переписній місцевості припадало 98,2 чоловіків;  на 100 жінок у віці від 18 років та старших — 97,5 чоловіків також старших 18 років.
Середній дохід на одне домашнє господарство  становив 64 080 доларів США (медіана — 47 328), а середній дохід на одну сім'ю — 71 909 доларів (медіана — 62 375). Медіана доходів становила 45 104 долари для чоловіків та 35 893 долари для жінок. За межею бідності перебувало 16,0 % осіб, у тому числі 42,8 % дітей у віці до 18 років та 0,0 % осіб у віці 65 років та старших.
Цивільне працевлаштоване населення становило 630 осіб. Основні галузі зайнятості: освіта, охорона здоров'я та соціальна допомога — 25,2 %, науковці, спеціалісти, менеджери — 13,0 %, публічна адміністрація — 9,4 %, сільське господарство, лісництво, риболовля — 9,0 %.